# Леопард кодкод
Леопард кодкод, або кодкод, чилійська кішка (Leopardus guigna) — вид ссавців із роду Леопард (Leopardus) родини котових (Felidae). 2002 року Міжнародний союз охорони природи надав кодкоду статус уразливого, оскільки в природі залишилось всього приблизно 10 тис. дорослих особин. Мешкає в центральній та південній частині Чилі, рідше в прилеглих регіонах Аргентини.

## Зовнішній вигляд
Довжина тіла — 37–51 см, хвоста — 20–25 см, висота в холці близько 25 см. Вага дорослого кодкода 2–2,5 кг. Чилійська кішка має невелику голову, великі лапи і товстий хвіст. У неї великі стопи і пазурі. Вуха округлої форми.
Забарвлення від коричнево-жовтого до сіро-коричневого кольору. Живіт та нижня частина голови світліші. Вуха чорні із білими плямами. Тіло має темні плями, а по хвосту розходяться темні кільчасті смуги. Доволі часто зустрічаються повністю чорні особи.

## Ареал
Мешкає в Південній Америці, в південних районах Анд. Зустрічається на висоті 1,900—2,500 метрів над рівнем моря. Мешкає в помірно вологих, хвойних і змішаних лісах; особливо поширена в вальдивійських та араукарських лісах.

## Спосіб життя
Леопард кодкод активний протягом всього дня, хоча виходить на відкриту місцевість лише вночі. Протягом дня вони відпочивають у густій рослинності в ярах, уздовж струмків із щільними кронами дерев. Чудові альпіністи, і легко лазять по високих деревах.
Самиці чилійської кішки займають території площею 0,5–0,7 км², а самці — 1,1–2,5 км².

### Харчування
Кодкод полює на гризунів, птахів, комах, рептилій та домашніх гусей і курей. Він, перш за все, нічний мисливець, але його нерідко зустрічали під час полювання і вдень.

## Розмноження
Вагітність триває 72–78 діб. Зазвичай народжується 1–3 кошеняти. Статеве дозрівання настає в 2 роки. Кішки живуть до 11 років

## Підвиди
Описано два підвиди:
- Felis guigna tigrillo — в Південному Чилі і Патагонії (має звичайне забарвлення).
- Felis guigna guigna — в Центральному Чилі (більший, є плями на лапах, яскраве забарвлення).

## Етимологія
Слово Кодкод — арауканська індійська назва для цієї кішки, але місцеві люди називають їх Гуїнья (ісп. Guiña).

## Галерея

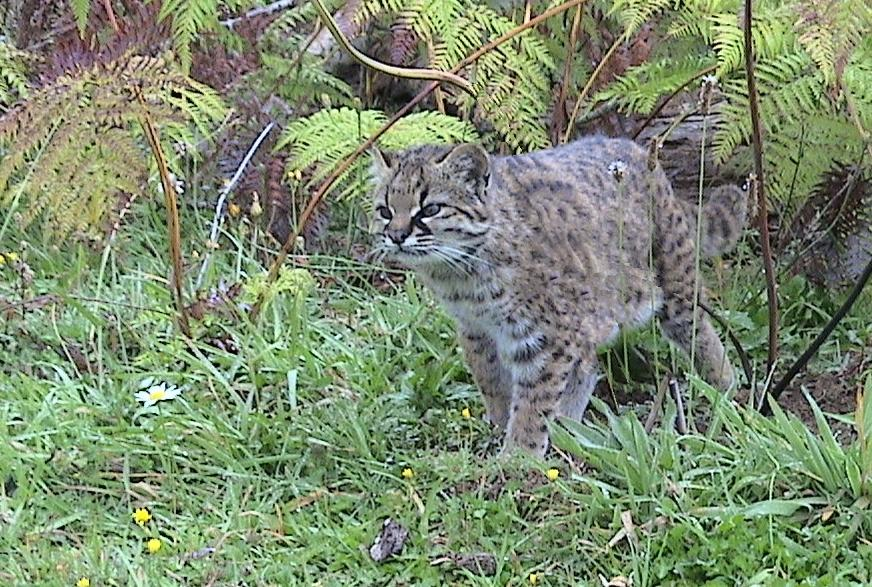
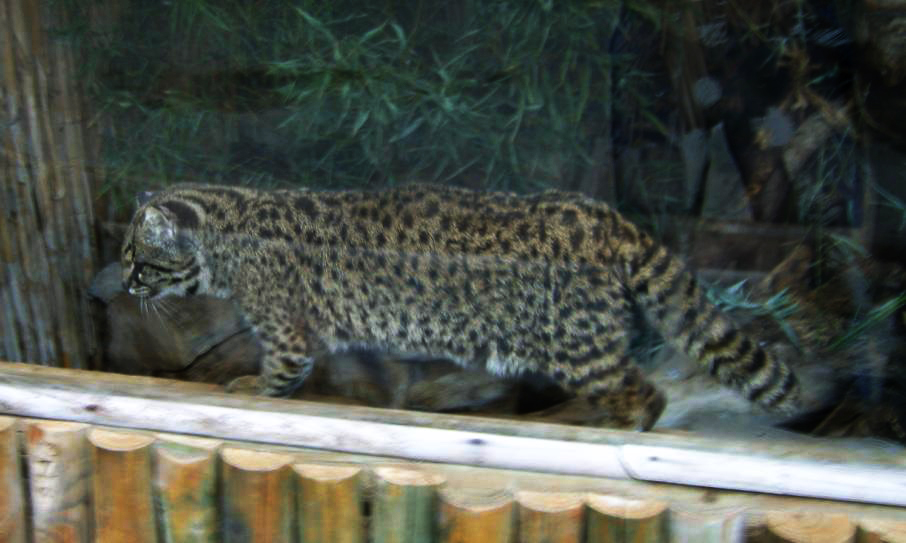